# Jeopardy (album)
Jeopardy is het debuutalbum van de Britse newwaveband The Sound. Het album kwam uit in 1980 en heeft een donkerder ondertoon dan de andere albums van de band. Het album bevat ook snellere, post-punk nummers zoals Words Fail Me en Heyday. Deze stijl is op andere albums nauwelijks te horen.

## Tracklist

### Kant 1
- I Can't Escape Myself
- Heartland
- Hour of Need
- Words Fail Me
- Missiles

### Kant 2
- Heyday
- Jeopardy
- Night Versus Day
- Resistance
- Unwritten Law
- Desire

## Muzikanten
- Adrian Borland - Zang, gitaar
- Michael Dudley - Drums
- Graham Green - Bas
- Bi Marshall - Keyboards